# Primera Liga de Croacia 2013-14
La Prva HNL 2013-14, fue la vigésima tercera edición de la Primera División de Croacia, desde su establecimiento en 1992. El torneo dio inicio el 12 de julio de 2013, y finalizó el 17 de mayo de 2014. El Dinamo Zagreb inició como defensor del título y terminó ganando el torneo por novena vez consecutiva.

## Equipos
En esta edición participaron 10 equipos, se jugaron cuatro ruedas con un total de 36 partidos a disputar por club. Debido a la reducción de clubes de 12 a 10 para esta temporada los tres equipos descendidos la campaña anterior Inter Zaprešic, Cibalia Vinkovci y NK Zagreb fueron sustituidos solo por el campeón de la Druga HNL el club Hrvatski Dragovoljac.

### Estadios y ciudades
| Club                    | Ciudad     | Estadio                    | Aforo  |
| ----------------------- | ---------- | -------------------------- | ------ |
| Dinamo Zageb            | Zagreb     | Estadio Maksimir           | 38.000 |
| Hajduk Split            | Split      | Estadio Poljud             | 35.000 |
| NK Hrvatski Dragovoljac | Zagreb     | Stadion NŠC Stjepan Spajić | 5.000  |
| NK Istra 1961           | Pula       | Estadio Aldo Drosina       | 9.200  |
| NK Lokomotiva Zagreb    | Zagreb     | Estadio Maksimir           | 38.000 |
| NK Osijek               | Osijek     | Estadio Gradski vrt        | 22.050 |
| Rijeka                  | Rijeka     | Estadio Kantrida           | 12.600 |
| NK Slaven Belupo        | Koprivnica | Gradski stadion            | 4.000  |
| RNK Split               | Split      | Estadio Park mladeži       | 4.075  |
| NK Zadar                | Zadar      | Estadio Stanovi            | 5.860  |

### Cuerpo técnico e indumentaria
| Equipo               | Técnico          | Capitán         | Equipación | Patrocinio         |
| -------------------- | ---------------- | --------------- | ---------- | ------------------ |
| Dinamo Zagreb        | Zoran Mamić      | Josip Šimunić   | Puma       | —                  |
| Hajduk Split         | Igor Tudor       | Mario Maloča    | Macron     | Tommy              |
| Hrvatski Dragovoljac | Davor Mladina    | Ivan Čović      | Alpas      | —                  |
| Istra 1961           | Igor Pamić       | Fausto Budicin  | errea      | —                  |
| Lokomotiva Zagreb    | Tomislav Ivković | Leonard Mesarić | Nike       | —                  |
| NK Osijek            | Ivica Kulešević  | Tomislav Šorša  | Jako       | Croatia Osiguranje |
| HNK Rijeka           | Matjaž Kek       | Dario Knežević  | Lotto      | —                  |
| Slaven Belupo        | Mladen Frančić   | Alen Maras      | adidas     | Belupo             |
| RNK Split            | Stanko Mršić     | Ivica Križanac  | Jako       | Skladgradnja       |
| NK Zadar             | Ferdo Milin      | Jakov Surać     | Lotto      | Hotel Kolovare     |

## Tabla de posiciones
|     |     | Equipo                   | PJ | PG | PE | PP | GF | GC | Dif. | Pts. |
| --- | --- | ------------------------ | -- | -- | -- | -- | -- | -- | ---- | ---- |
| UCL | 1.  | Dinamo Zagreb            | 36 | 26 | 6  | 4  | 83 | 26 | +57  | 84   |
| UEL | 2.  | Rijeka                   | 36 | 21 | 10 | 5  | 72 | 35 | +37  | 73   |
| UEL | 3.  | Hajduk Split             | 36 | 17 | 11 | 8  | 58 | 44 | +14  | 62   |
| UEL | 4.  | RNK Split                | 36 | 14 | 10 | 12 | 41 | 41 | 0    | 52   |
|     | 5.  | Lokomotiva Zagreb        | 36 | 15 | 7  | 14 | 57 | 59 | -2   | 52   |
|     | 6.  | NK Istra                 | 36 | 12 | 8  | 16 | 45 | 56 | -11  | 44   |
|     | 7.  | NK Zadar                 | 36 | 10 | 5  | 21 | 35 | 67 | -32  | 35   |
|     | 8.  | NK Osijek                | 36 | 8  | 9  | 19 | 38 | 62 | -24  | 33   |
|     | 9.  | Slaven Belupo            | 36 | 7  | 11 | 18 | 46 | 65 | -19  | 32   |
|     | 10. | Hrvatski Dragovoljac (A) | 36 | 7  | 9  | 20 | 41 | 61 | -20  | 30   |

- (A) : Ascendido la temporada anterior.

|  | Campeón y clasificado a la Liga de Campeones de la UEFA 2014-15. |
|  | Clasificados a la Liga Europea de la UEFA 2014-15.               |
|  | Playoffs Promoción-descenso.                                     |
|  | En zona de descenso a la Druga HNL 2014/15.                      |

### Promoción
El Slaven Belupo enfrenta al segundo clasificado de la 2. HNL, el Cibalia Vinkovci, por un lugar en la máxima categoría.
| 25 de mayo de 2014 | Cibalia Vinkovci               | 2:2 (0:1) | Slaven Belupo  | Stadion Cibalia, Vinkovci                             |                                                       |
|                    | Puljić 52' · Fuštar 76' (a.g.) | Reporte   | Ozobić 14' 72' | Asistencia: 2.500 espectadores Árbitro(s): Ivan Bebek | Asistencia: 2.500 espectadores Árbitro(s): Ivan Bebek |

| 29 de mayo de 2014 | Slaven Belupo          | 2:1 (2:1) | Cibalia Vinkovci | Gradski stadion, Koprivnica                           |                                                       |
|                    | Fuštar 24' · Delić 36' | Reporte   | Muženjak 22'     | Asistencia: 3.000 espectadores Árbitro(s): Ivan Bebek | Asistencia: 3.000 espectadores Árbitro(s): Ivan Bebek |

## Máximos Goleadores
| Jugador                | Club              | Goles |
| ---------------------- | ----------------- | ----- |
| Duje Čop               | Dinamo Zagreb     | 22    |
| Andrej Kramarić        | Rijeka            | 18    |
| Leon Benko             | Rijeka            | 16    |
| El Arbi Hillel Soudani | Dinamo Zagreb     | 16    |
| Ante Budimir           | Lokomotiva Zagreb | 14    |
| Ivan Krstanović        | Rijeka            | 14    |
| Junior Fernándes       | Dinamo Zagreb     | 13    |
| Anton Maglica          | Hajduk Split      | 12    |

- Fuente: www.hrnogomet.com